# Даріус Майлз
Даріус Лавар Майлз (англ. Darius LaVar Miles; нар. 9 жовтня 1981, Беллвілл, Іллінойс, США) — американський професіональний баскетболіст, що грав на позиціях легкого форварда і важкого форварда за декілька команд НБА.

## Ігрова кар'єра
Починав грати в баскетбол у команді Іст-Сент-Луїської старшої школи (Іст-Сент-Луїс, Іллінойс). Там, не поступаючи до коледжу, оголосив, що виставляє свою кандидатуру на драфт.
2000 року був обраний у першому раунді драфту НБА під загальним 3-м номером командою «Лос-Анджелес Кліпперс». Став на той момент найвищим драфт-піком, якого обрали прямо зі школи. 2001 року був включений до першої збірної новачків.
З 2002 по 2004 рік грав у складі «Клівленд Кавальєрс».
2004 року перейшов до «Портленд Трейл-Блейзерс», у складі якої провів наступні 2 сезони своєї кар'єри. 19 квітня 2005 року провів свій найрезультативніший матч у кар'єрі, набравши 47 очок у програшному матчі проти «Денвер Наггетс». Вкінці сезону 2005—2006 травмував праве коліно, через що пропустив два роки.
22 серпня 2008 року підписав негарантований контракт з «Бостон Селтікс», які дали йому шанс знову заявити про себе. Однак, незважаючи на успішну передсезонну підготовку «Бостон» відмовився від його послуг перед початком сезону.
Останньою ж командою в кар'єрі гравця стала «Мемфіс Ґріззліс», до складу якої він приєднався у грудні 2008 року і за яку відіграв один сезон.

## Статистика виступів в НБА

### Регулярний сезон
| Сезон             | Команда                   | GP  | GS  | MPG  | FG%  | 3P%  | FT%  | RPG | APG | SPG | BPG | PPG  |
| ----------------- | ------------------------- | --- | --- | ---- | ---- | ---- | ---- | --- | --- | --- | --- | ---- |
| 2000–01           | «Лос-Анджелес Кліпперс»   | 81  | 21  | 26.3 | .505 | .053 | .521 | 5.9 | 1.2 | .6  | 1.5 | 9.4  |
| 2001–02           | «Лос-Анджелес Кліпперс»   | 82  | 6   | 27.2 | .481 | .158 | .620 | 5.5 | 2.2 | .9  | 1.3 | 9.5  |
| 2002–03           | «Клівленд Кавальєрс»      | 67  | 62  | 30.0 | .410 | .000 | .594 | 5.4 | 2.6 | 1.0 | 1.0 | 9.2  |
| 2003–04           | «Клівленд Кавальєрс»      | 37  | 16  | 24.0 | .432 | .167 | .542 | 4.5 | 2.2 | .7  | .7  | 8.9  |
| 2003–04           | «Портленд Трейл-Блейзерс» | 42  | 40  | 28.4 | .526 | .200 | .702 | 4.6 | 2.0 | 1.0 | .8  | 12.6 |
| 2004–05           | «Портленд Трейл-Блейзерс» | 63  | 22  | 27.0 | .482 | .348 | .600 | 4.7 | 2.0 | 1.2 | 1.2 | 12.8 |
| 2005–06           | «Портленд Трейл-Блейзерс» | 40  | 23  | 32.2 | .461 | .200 | .534 | 4.6 | 1.8 | 1.1 | 1.0 | 14.0 |
| 2008–09           | «Мемфіс Ґріззліс»         | 34  | 0   | 8.8  | .485 | .167 | .742 | 1.7 | .5  | .3  | .6  | 3.5  |
| Усього за кар'єру |                           | 446 | 190 | 26.3 | .472 | .168 | .590 | 4.9 | 1.9 | .9  | 1.1 | 10.1 |